# Jakob Friis-Hansen
Jakob Friis-Hansen (Kopenhagen, 6 maart 1967) is een voormalig voetballer uit Denemarken, die speelde als verdediger. Hij beëindigde zijn loopbaan in 1997 bij de Duitse club Hamburger SV.

## Clubcarrière
Friis-Hansen begon zijn loopbaan bij Brønshøj BK, speelde twee seizoenen voor Brøndby IF en vertrok in 1989 naar Aston Villa. Hij speelde drie seizoenen voor de club uit Engeland, waarna hij terugkeerde naar zijn vaderland en zich aansloot bij Aarhus GF.

## Interlandcarrière
Friis-Hansen speelde in totaal 19 officiële interlands (nul goals) voor Denemarken. Onder leiding van bondscoach Richard Møller Nielsen maakte hij zijn debuut op 5 september 1990 in de vriendschappelijke wedstrijd tegen Zweden (0-1) in Västerås, net als Marc Rieper (AGF Aarhus), Søren Lyng (BK Frem) en Miklos Molnar (Standard Luik). Hij werd in die wedstrijd na 45 minuten gewisseld voor Keld Bordinggaard.

## Erelijst
Boldklubben 1903
- Deense beker

1986